# لويس دومينك
لويس دومينك (بالإسبانية: Luis Domenech Becerra)‏ هو لاعب كرة قدم إسباني، ولد في 2 فبراير 1985 في إلدا في إسبانيا. لعب مع بونفيرادينا ونادي ألكويانو ونادي إلتشي ونادي مليلية.

## وصلات خارجية
- لويس دومينك على موقع قاعدة بيانات كرة القدم.إي يو (الإنجليزية)
- لويس دومينك على موقع Soccerway.com (الإنجليزية)
- لويس دومينك على موقع AS.com (الإسبانية)